# Куявяк
Куя́вяк (пол. Kujawiak) — польский народный танец.

## История
Возник в Куявии. Впервые название «куявяк» отмечено в 1827 году. Народное название танца — «śpiący» (рус. спящий, сонный). Первая музыкальная обработка куявяка была осуществлена около 1830 года. Наиболее известны обработки танца композитором Генриком Венявским.

## Характеристика
Характер танца куявяка — лирический, романтический, медленный, часто в минорных тональностях. Трёхдольность близка к вальсовой. Куявяк — танец-размышление или танец-воспоминание.
Музыкальный размер — 3/4. Темп умеренный.
Танец, родственный мазурке, но, в отличие от неё, в куявяке соблюдается строгая симметрия акцентов. Характерной для него формой является период из двух фраз, причём акценты во 2-й фразе приходятся на те же места, что и в первой. Обычно в куявяке акцент падает на ту или иную часть 4-го такта. Характерным акцентом в конце фразы является более сильное притоптывание.
Мелодичные и ритмичные обороты куявяка использованы в произведениях Ф. Шопена, Г. Венявского и др. польских композиторов.